# Campus Pierre-et-Marie-Curie (Jussieu)
Pour les articles homonymes, voir Campus Pierre-et-Marie-Curie, Campus Curie, CUJ et Jussieu.
Le campus Pierre-et-Marie-Curie, dénommé de sa création jusqu'en 2019 campus de Jussieu, situé dans le quartier Saint-Victor du 5e arrondissement de Paris, est le campus principal de la faculté des sciences et ingénierie de Sorbonne Université.
Il était jusqu'en 2017, le campus principal de l'université Pierre-et-Marie-Curie. Il est aussi surnommé « Grand campus Curie » pour le différencier du « Petit campus Curie » qui était seul à porter ce nom avant 2019.
Le campus est un ensemble de bâtiments universitaires construit sur le site de l'ancienne Halle aux vins de Paris pour accueillir à partir de 1964 des activités d'enseignement de recherche universitaires scientifiques avec la création de l'université Paris-VI en 1970, puis pluridisciplinaires avec l'installation de l’université Paris-VII de 1971 à 2007.
Le projet initial de l’architecte Édouard Albert ne fut jamais mené à son terme et le scandale de l'amiante a obligé l’État à procéder, de 1996 à 2016, au désamiantage et à la remise aux normes des bâtiments.

## Histoire
Le campus Pierre-et-Marie-Curie se situe sur l'ancienne terre d'Alez, à l'extérieur de l'enceinte de Philippe-Auguste, entre la montagne Sainte-Geneviève et la Seine.

### Les prédécesseurs

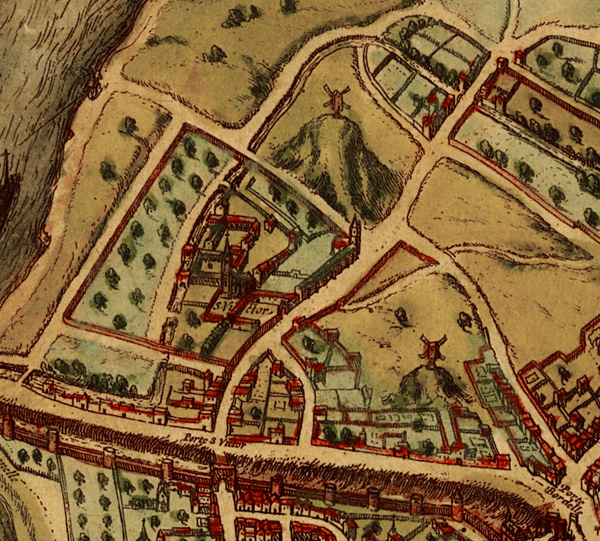
Plan de l'abbaye Saint-Victor de Paris (plan Civitates Orbis Terrarum, 1572).

Ce lieu, bien que dévolu à de nombreux usages différents, a depuis longtemps une tradition intellectuelle, avec l’abbaye Saint-Victor de Paris, les cours d’herboristerie mais aussi de culture générale de Nicolas Houël, et l’ancien hôpital de la Pitié (1612).
En 1109, Guillaume de Champeaux, en réaction à son rival Abélard, fonde l’abbaye Saint-Victor, haut lieu d’une renaissance intellectuelle, bibliothèque célèbre et centre renommé de formation des clercs. Pendant plusieurs siècles, ce lieu d’apprentissage a joué un rôle majeur dans l’effervescence intellectuelle du Quartier latin. On y enseignait plusieurs disciplines, telles que la rhétorique, la musique, la grammaire, la dialectique, l’astronomie, la géométrie et la technologie. Comme pour toutes les abbayes, le régime de la commende la fait péricliter à la Renaissance (où humanités et sciences fleurissent dans des écoles spécialisés). Fermée en 1790, elle est démolie en 1810 et divers entrepôts s’établissent à sa place, suivis par la Halle aux vins. Celle-ci n’occupe toutefois pas tous les terrains de l’ancienne abbaye car au no 12 de la rue Cuvier, sont construits des locaux de la faculté des sciences de Paris, ouverts en 1894, où Marie Curie a effectué ses recherches de 1906 à 1913.

### Création
Le campus de Jussieu est l’un des trois sites pressentis pour accueillir la faculté des sciences de Paris que le manque de place empêchait de maintenir à la Sorbonne. L’argument de la continuité scientifique est mis en avant et le choix est entériné en 1946. Les travaux ne commencent que plus de dix ans plus tard, alors que le campus d'Orsay a été ouvert et que celui de Villetaneuse est déjà en projet : le retard étant en grande partie dû au refus des marchands de vin de déménager à Bercy. La première tranche de travaux commence en 1958 pour s’achever en 1961 ; le campus est inauguré dès 1959.
En 1964 André Malraux, alors ministre de la Culture, confie à Édouard Albert le soin de dessiner l’université qui devra accueillir le grand nombre de nouveaux étudiants issus du « baby boom ». Les bâtiments de cinq étages entourent des patios, servant de couverture à des locaux techniques, des amphithéâtres et des parkings. C’est l’architecte Édouard Albert qui eut l’idée d’une construction modulaire entièrement métallique, dont les plans en « gril » seraient, selon la légende du campus, inspirés du palais de l’Escurial près de Madrid.

### La deuxième partie du campus

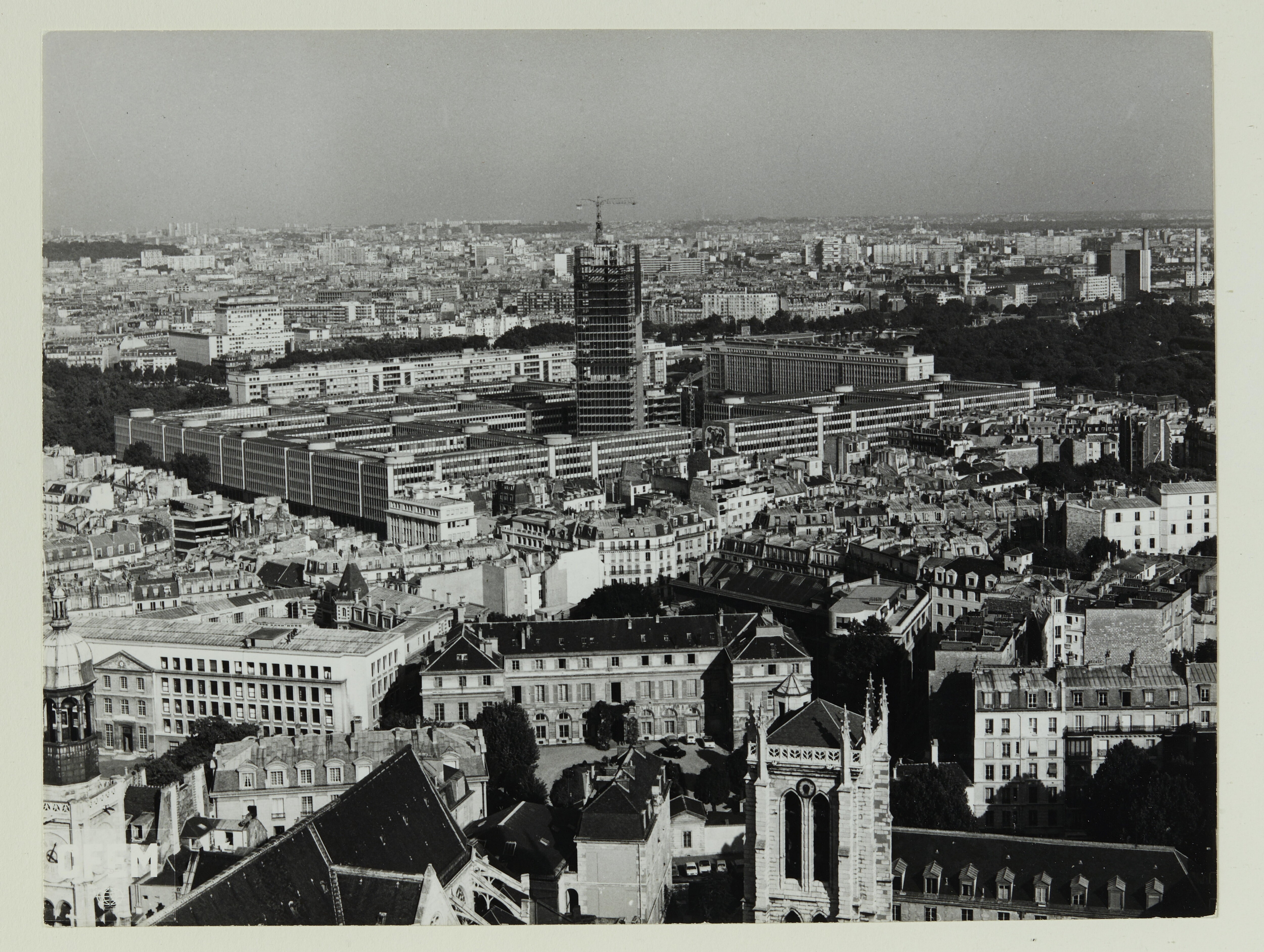
Vue générale du campus en construction en 1970.

La deuxième tranche est réalisée entre 1964 et 1968, mais l’ensemble, tel qu’il est aujourd’hui rénové et achevé, est resté incomplet en regard des plans initiaux.
Cette deuxième tranche est réalisée et devait être inaugurée à la mi-mars 1968, mais les étudiants des résidences universitaires organisent ce mois-là une série de grandes manifestations nationales partout en France et le ministre de l'Éducation nationale, Alain Peyrefitte, préfère renoncer à la cérémonie pour ne pas affronter les 5 000 manifestants parisiens.
Le projet initial fut en effet abandonné en 1972, faute de financements, d’où l’apparition de bâtiments préfabriqués pour pallier le manque de locaux. Le nombre d’étudiants était alors de 30 000, alors que le projet initial était conçu pour 20 000.
À la suite de la loi Faure, la faculté des sciences laisse sa place à deux nouvelles universités en 1971 : Paris-VI, pour sa partie scientifique, et Paris-VII, seule université interdisciplinaire intégrant disciplines littéraires et scientifiques. La bibliothèque scientifique, issue du transfert des collections récentes en sciences de la bibliothèque de la Sorbonne, prend le nom de bibliothèque interuniversitaire scientifique de Jussieu.
La dalle du campus surplombe les rues environnantes. Le « gril » est surplombé en son centre par la tour Zamansky, et est bordé sur deux côtés par les bâtiments un peu antérieurs de l’architecte Urbain Cassan, construits entre 1958 et 1961, à l'aplomb du quai Saint-Bernard et de la rue Cuvier. Ces bâtiments sont appelés « barres de Cassan » et comptent 65 000 m2 de laboratoires, salles de cours et services.

### Désamiantage

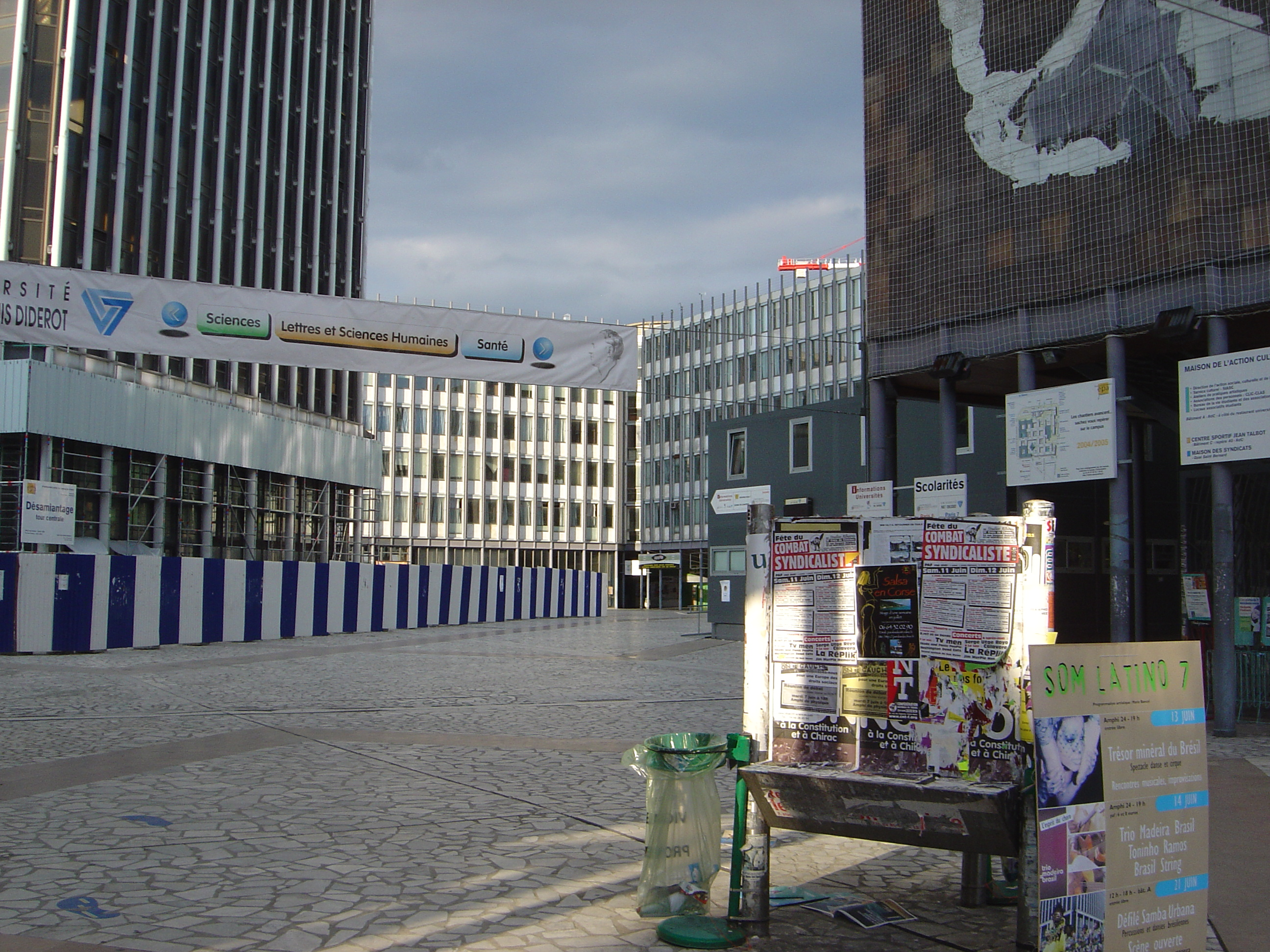
Campus de Jussieu (entrée) en 2005, pendant les travaux de désamiantage de la tour Zamansky.

Le campus de Jussieu abrite à partir de 1977 le « Comité anti-amiante », animé par le chercheur Henri Pézerat qui se heurte au lobbying pro-industrie de l'amiante de Marcel Valtat. Après trente ans de controverses, dans lesquelles Claude Allègre tente de discréditer les lanceurs d'alerte, le ministère doit finalement reconnaître en 1996 la nécessité de désamianter les bâtiments,. L’université Paris-VII décide alors de quitter le campus pour s’installer à Paris Rive Gauche. Il est alors envisagé une opération rapide de 37 mois, avec un déménagement partiel des locaux. Les études préliminaires ayant été compliquées, les travaux débutent sans réelle stratégie. Un « établissement public du campus de Jussieu » est spécialement créé pour la maîtrise d’ouvrage.
En 1998, les normes de sécurité étant devenues plus exigeantes, on ajoute au désamiantage la remise aux normes des bâtiments ainsi que leur rénovation. L’opération devient alors particulièrement complexe : il faut trouver des locaux provisoires afin de vider le campus pour pouvoir commencer les travaux. De plus le mobilier doit être dépoussiéré avant d’être déplacé et les locaux de recherche doivent être traités différemment de ceux d’enseignement. Enfin les relations tendues entre les instances dirigeantes des deux universités compliquent aussi les choses. Parallèlement la construction des nouveaux locaux de Paris-VII (inscrite au plan « Université du 3e millénaire ») prend du retard, l’inauguration ne se fera qu’en 2007,. Dans le but de maintenir les étudiants à Jussieu, de nouveaux bâtiments sont construits sur le campus, certains provisoires, d’autres comme « Esclangon » ou « l’Atrium » (bâtiment des 16 000), définitifs.
Dans le même temps, des opérations de radioprotection (prospection en rayonnement gamma), et l’assainissement radioactif de l’« îlot Cuvier » dans l’objectif de sa restructuration, ont été effectuées par des entreprises spécialisées à la suite de la contamination en radium-226 constatée lors du contrôle radiologique.
L’ilot Cuvier est ensuite démoli (à l’exception du pavillon de la faculté des sciences de Paris où a travaillé Marie Curie) puis reconstruit pour y installer l’institut de physique du globe de Paris, qui occupait auparavant le site de Jussieu.
Le désamiantage impose, en raison de la toxicité des fibres d’amiante, des travaux spécialisés et coûteux. En 1995, une première estimation fait état d’un coût de 700 millions de francs (105 millions d’euros) ; mais celle-ci augmente vite et, en 2009, les chiffres sont estimés entre 800 millions et plus d’un milliard d’euros. Les travaux commencèrent sous le mandat de ministre de l’Éducation nationale de François Bayrou, furent arrêtés sous celui de Claude Allègre (qui affirmait que l’amiante n’était pas dangereux, du moins pour quelques années, si on l’enrobait dans un enduit à base de plâtre) et repris par la suite.
En 2008, l’UPMC réclame à l’État la propriété du site, transfert rendu possible par la loi LRU de 2007. Mais à la fin 2012, le gouvernement décide d’arrêter les procédures de dévolution, et les campus restent la propriété de l’État.
En juin 2009, après cinq années de travaux, ponctuées d’aléas politiques et administratifs, la tour Zamansky est finalement réhabilitée et réinvestie par les différents services administratifs de l’université Pierre-et-Marie-Curie. Partout sur ses façades, est désormais inscrite une citation de Jean Perrin (reprise et popularisée par André Malraux) : « L'avenir est un présent que nous fait le passé ».
En août 2010, la gestion des travaux est reprise par un nouvel établissement : l’Établissement public d'aménagement universitaire de la région Île-de-France.
Après la fin des travaux, le campus est inauguré le 1er octobre 2016, après une visite du président de la République (alors François Hollande) le jeudi 29 septembre.
La Cour des comptes a consacré plusieurs de ses rapports au campus de Jussieu. Dans le rapport public thématique de novembre 2011, elle pointe le manque de pilotage des opérations. Les travaux ont commencé avec des études préalables insuffisantes et sans plan directeur. Les différentes parties prenantes (État, EPCJ et universités) ont entretenu de mauvaises relations entre elles, les travaux ont été interrompus par un ministre minimisant les risques de l’amiante, et ces faits ont aggravé le manque de coordination. Finalement les travaux devront s’achever en 2015, soit 20 ans après son lancement et le coût final, annoncé à 183 M€ en 1996 puis ajusté à 681,5 M€ en 2001, est estimé en 2011 à 1 850 M€.

### Réhabilitations des barres de Cassan
Les « barres de Cassan », édifiées entre 1958 et 1961, n’avaient pas été amiantées, et à ce titre ne sont pas concernées par les opérations de désamiantage. Des travaux importants de réhabilitation sont néanmoins nécessaires, envisagés entre 2015 et 2025, incluant la démolition de la barre F. Mais en 2015, ces travaux ne sont pas financés.

## Architecture

Étapes de la construction du campus.

### Le campus d’origine

#### Les laboratoires Esclangon
Les laboratoires « Félix-Esclangon » sont inaugurés par René Billères, ministre d’État chargé de l’Éducation nationale le jeudi 9 mai 1957 : ils comptent 1 000 m2. Situés à l’angle des rues Jussieu (no 2) et Cuvier (no 10), ils sont voués aux travaux pratiques de physique en propédeutique. Les laboratoires sont baptisés à la mémoire de Félix Esclangon, professeur titulaire de la chaire d’énergétique appliquée (ancienne « chaire des hautes températures »), mort accidentellement en 1956 durant une manipulation lors d’une conférence sur les rayons X pour les étudiants du PCB, dans l’amphithéâtre de physique du local de la faculté des sciences, no 12 rue Cuvier.

#### Les barres de Cassan
En 1955, le ministre Jean Berthoin choisit trois architectes, Urbain Cassan, Louis Madeline, René Coulon pour travailler avec l’architecte officiel de la faculté Roger Séassal sur la construction de nouveaux bâtiments universitaires sur le site de la Halle aux vins, travaux autorisés par décret en 1958. Deux bâtiments de sept étages sont construits, le bâtiment dit ABC, de 260 m de long, 18 m de large, 31,5 m de haut, le long du quai Saint-Bernard, destiné aux laboratoires et à l’enseignement de la génétique, de l’embryologie, de la biologie cellulaire, de la physiologie, des diverses branches de la zoologie, de l’anatomie et de l’histologie, et un bâtiment dit F, de 166 m de long, 18 m de large, 31,5 m de haut, le long de la rue Cuvier, destiné à la chimie en propédeutique. En 1962, André Malraux, alors ministre de la Culture, décide d’intégrer Édouard Albert à l’équipe.

#### Le «Gril d’Albert»

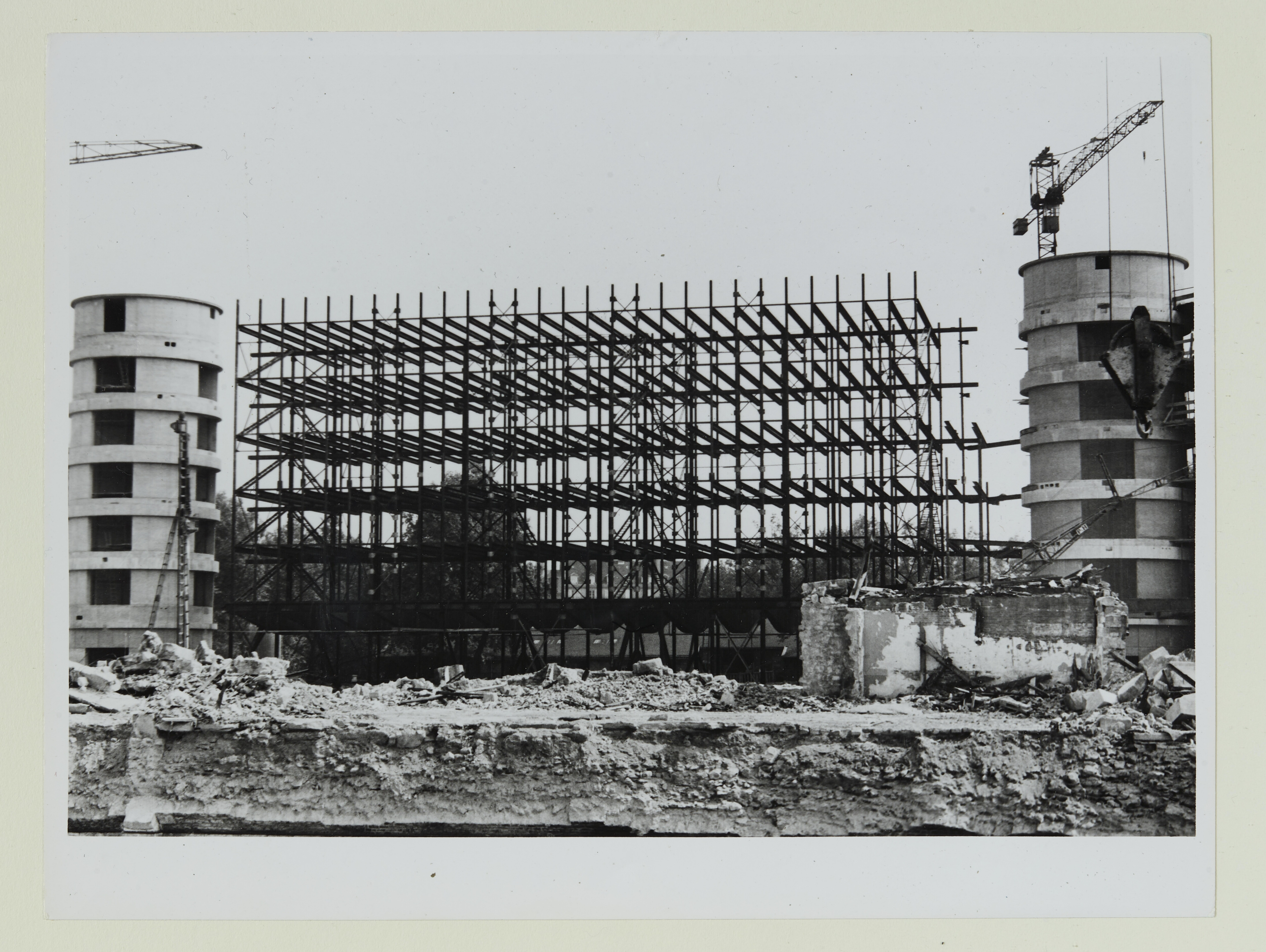
Gril d’Albert en construction

Albert envisage un quadrilatère sur dalle de 275 mètres sur 333 mètres délimité par le quai Saint-Bernard, la rue Cuvier, la rue Jussieu et la rue des Fossés-Saint-Bernard. Son bâtiment est conçu comme une structure modulaire à trois éléments de base :
- les petites barres, de 18 mètres par 33, dévolues à l’enseignement,
- les grandes barres, de 18 mètres par 45, dévolues à la recherche,
- les rotondes, aux intersections, de 18 mètres par 18, contenant les moyens d’accès (escaliers, ascenseurs, monte-charges).

Tous les modules sont constructibles indépendamment, mais partagent la même architecture : un bâtiment de cinq étages construit sur des pilotis d’une hauteur équivalente à deux étages, côté rue (un étage côté dalle). Au pied des rotondes, numérotées de 11 à 66 selon une disposition en matrice, des structures cylindriques rappellent les anciennes cuves de la halle aux vins. L’ensemble forme un damier comprenant 21 cours de 45 mètres sur 33 mètres, en partie paysagées, et une cour d’honneur. Cette disposition est inspirée du palais de l’Escurial près de Madrid. Le projet ne fut jamais terminé : 37,5 barres furent construites au lieu des 55 prévues. Plusieurs barres pourraient être ajoutées au campus dans les prochaines années.

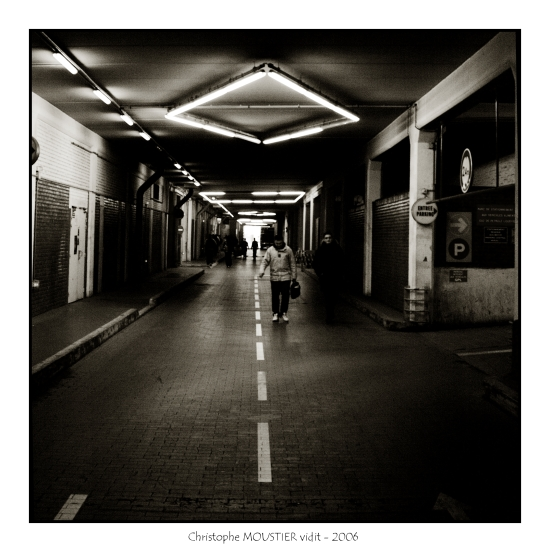
Sous-sol du campus en 2006.

#### La tour Zamansky
Édouard Albert avait prévu de contrebalancer la dominante horizontale de sa structure en y incluant une tour carrée de 85 mètres. Après sa mort, le projet fut porté à 90 mètres par ses collègues. La tour fut édifiée en 1970 et nommée en mémoire de Marc Zamansky, doyen de la Faculté des sciences de Paris de 1963 à 1970.
En 2003 la tour est fermée pour être désamiantée, la question de sa rénovation ou de sa destruction n’étant pas alors tranchée. La décision de rénover la tour n’a été prise qu’en juillet 2006. Les travaux, prévus pour 21 mois, ont finalement duré 10 mois de plus. Le 22 juin 2009, la tour est remise à l’université Pierre-et-Marie-Curie. Les travaux de remise aux normes techniques et de sécurité incendie ont été réalisés par l'architecte Thierry Van de Wyngaert (Agence TVAA), la mise en lumière de la Tour ayant été réalisée par François Migeon, concepteur lumière.

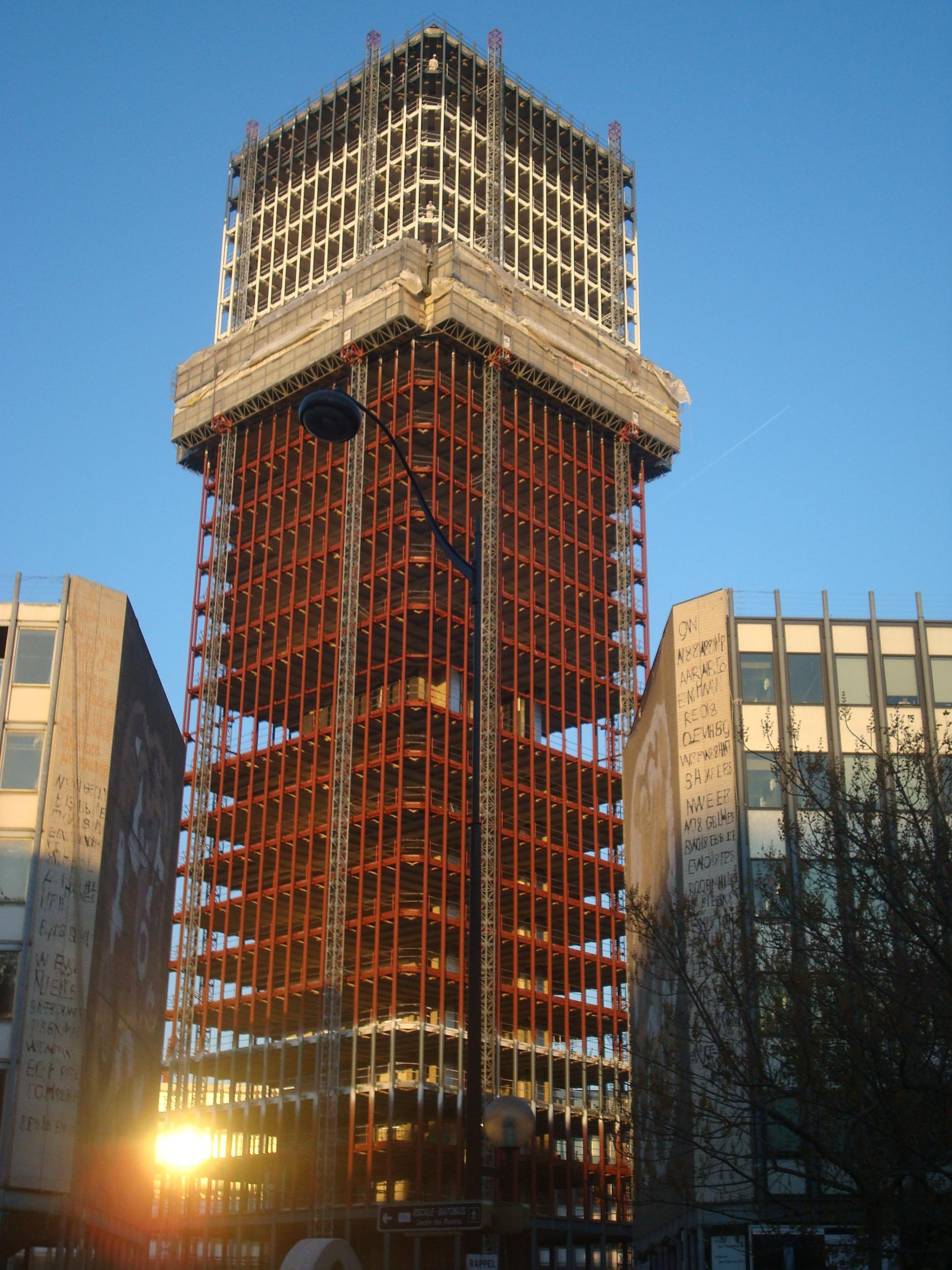
Tour Zamansky en désamiantage et rénovation en 2007.
Tour Zamansky depuis les Arènes de Lutèce en aout 2009.

### Les nouveaux bâtiments
Avec les travaux de réhabilitation un certain nombre de nouvelles constructions se sont implantées sur le site.
En 2003, Jean-François Authier mène avec succès le concours de la restructuration du secteur ouest du Campus de Jussieu.

#### Le bâtiment Esclangon et l'atrium
Le nouveau bâtiment « Félix-Esclangon » est premier construit sur le campus depuis les années 1970 : il a été livré en 2002. Situé au coin sud du complexe, sur la rue Cuvier, il s’appuie sur la tour 66 du gril. Toujours sur la rue Cuvier, quoiqu’en arrière des barres de Cassan, l’atrium, édifié en 2006, est également appelé « bâtiment des Seize-mille mètres carrés », ou plus simplement le « 16M ». Il est l’œuvre du cabinet Agence Périphériques et mélange les éléments de continuité et de différenciation avec le gril. Sur la rue, il reprend l’organisation des autres façades du campus, avec cinq étages de fenêtres ruban sur deux étages de pilotis (côté rue, soit un étage côté dalle). La gabarit est semblable, avec un strict alignement sur les dalles, les plafonds et les étages existants. Il se distingue néanmoins des structures plus anciennes par les brises-lumière de résille métallique qui décorent les fenêtres et par ses pilotis, plus massifs que ceux des autres bâtiments, et peints en rouge. L’intérieur constitue une haute cour couverte où les murs de béton brut contrastent avec des sols peints aux couleurs acidulées. Plusieurs escaliers mécaniques animent la cour pour former un « origami architectural », selon les termes de l’équipe de conception. Un certain nombre de détails de ce genre témoignent de l'influence du déconstructivisme sur ce bâtiment.
Le bâtiment a reçu la mention spéciale du prix de l'équerre d'argent en 2006.

#### Les pignons
Côté nord-est, sur le parvis de l’institut du monde arabe, le gril a été prolongé en 2007 par trois courts segments de petites barres. Ces pignons prolongés, appuyés sur les tours 12, 22 et 32, sont de strictes continuations de l'architecture d'Albert. Ils sont destinés à abriter des logements de fonction.

#### Paris Parc / Cité de l’innovation
En projet depuis 2010 la construction Paris-Parc (renommé en Cité de l'innovation en 2024) ne débute qu'en automne 2022. Ce bâtiment de quinze mille mètres carrés est construit au sud du bâtiment A de la barre Cassan par les agences d'architecture BIG et OXO. La Cité de l'innovation a pour objectif d'être un incubateur de start-up et devrait ouvrir fin 2025 début 2026.

## Vie de campus
Pour accueillir les étudiantes et étudiants de Sorbonne Université et répondre à leurs besoins, plusieurs lieux de vie étudiante sont ouverts sur le campus Pierre et Marie Curie. 
- L’Atrium café est un lieu de restauration Crous mais aussi une annexe de la vie étudiante pour les animations étudiantes et les expositions.
- L’espace vie étudiante est un lieu destiné à la détente, au partage et aux rencontres mais aussi à l'initiative et à la créativité avec ses espaces de développement de projet spécifiquement équipés. Dans cet espace spacieux et chaleureux, les étudiantes et étudiants peuvent emprunter des guitares, des jeux de sociétés, profiter du piano en libre accès, consulter des livres et magazines, jouer aux babyfoots et consoles de jeux. Mais est également le lieu d'hébergement de l'ensemble des associations étudiantes comme les associations de cursus (Symbiose 6, ALES, , médiatiques comme TV Jussieu, ou bien les divers Bureau Des Étudiants (La sixe BDE, Axio).

### Un exemple d'architecture moderniste
L’architecture d'Albert est emblématique de l’urbanisme moderniste des années 1960, pour ses aspects esthétiques et techniques, mais aussi pour les problèmes qu’elle a induits. L’aspect monolithique et répétitif des barres rend ainsi le campus peu avenant : il est peu accueillant et il est difficile de s’y repérer. Par ailleurs, le choix de les percher sur pilotis donne certes une certaine transparence à l’ensemble, mais il rend également le campus très inhospitalier à cause du vent qui s’engouffre sous les bâtiments et accélère violemment par effet Venturi. La dalle du campus, présente, en plus des problèmes inhérents à l’urbanisme sur dalle, un certain nombre de problèmes ; le principal étant l'absence totale de lumière naturelle dans les installations qu’elle renferme.

### Un complexe longtemps mal entretenu
À côté de ces vices de conception du campus, le manque d’entretien a provoqué une « clochardisation » rapide du site, soulignée au début des années 2000 par un rapport sénatorial. Malgré ses aspects de forteresse, avec ses hautes murailles, ses grilles et ses douves, le campus est en réalité poreux. Une population interlope s’y est historiquement maintenue depuis sa construction, favorisant la dégradation des bâtiments : les graffitis sont systématiques et les œuvres d’art sont souvent vandalisées. Le manque de moyens, de sécurité et l’absence de coordination dans la gestion du campus ont également participé à la dégradation du monument. De nombreuses structures parasites ont été ajoutées et brouillent la lisibilité du plan d’Édouard Albert. La circulation dans les barres du gril a été pareillement compliquée par le fait que les unités de recherche qui s’y logent ont parfois privatisé leurs couloirs pour des raisons de sécurité, multipliant les culs-de-sac. Les travaux de réhabilitation ont pris en considération ces problèmes, mais il est difficile de savoir si une action à long terme sera entreprise.

### Un site avant tout académique
Le principal problème du campus de Jussieu est en fait qu’il ne s’agit pas à proprement parler d’un campus. Lors de sa mission sur l’avenir du site, l’architecte Jean Nouvel soulignait « les conditions médiocres de la vie estudiantine à Jussieu », insistant sur la nécessité de créer et de regrouper des lieux de vie autour d'un futur jardin, à l’image des grands campus urbains (Columbia, University College…) En dépit de l’immensité des locaux, et peut-être aussi en raison des conséquences de cette dernière, on trouve bien peu de lieux de vie sur la dalle. Les locaux pour les associations et les étudiants sont rares et il n’existe à l’heure actuelle aucun logement d'étudiant dans le site.

### Enfin un véritable campus?
La mise en sécurité du site sous la conduite de l’EPA Jussieu puis de l'Établissement public d'aménagement universitaire de la région Île-de-France (EPAURIF) s’est peu à peu muée en une véritable opération de réhabilitation, en vue de faire de Jussieu un authentique campus, mêlant vie étudiante, recherche et enseignement. Les récentes consultations lancées par l’UPMC, principal affectataire du complexe en témoignent. Il s’agit désormais de consacrer une partie importante des surfaces aux activités et à la vie étudiante : restaurants, résidences, pelouses récréatives etc..

## Des collectifs «contestataires»

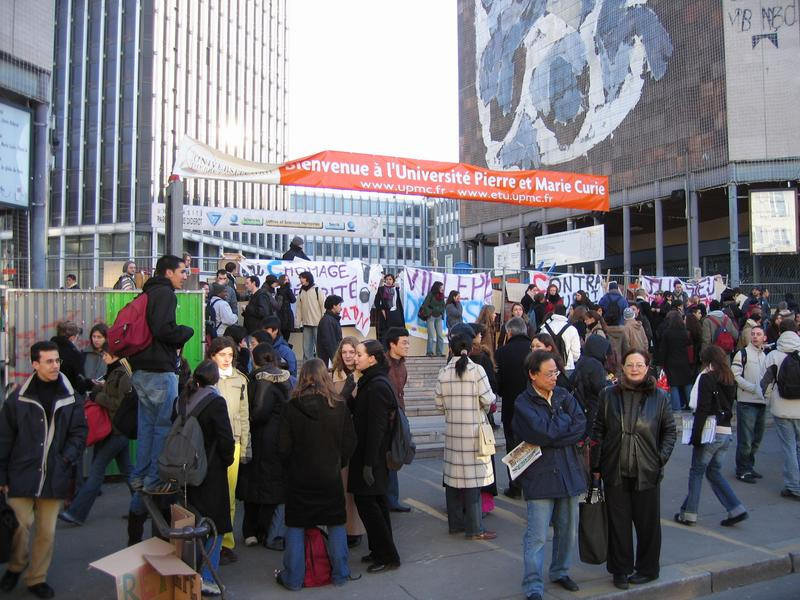
L'entrée de Jussieu bloquée par des manifestants anti-CPE en février 2006.

Plusieurs fois, le campus et ses abords furent le théâtre d’affrontements entre les étudiants (voire les chercheurs) manifestant, et les forces de police dépêchées sur les lieux. Ce fut le cas à l’occasion des différents mouvements d'étudiants (en 1976, 1980, 1986, 1990 et 1994). Des incidents parfois dramatiques ont émaillé ces épisodes. Le 13 mai 1980 Alain Bégrand est mort en tentant d'échapper à une charge de CRS. Ces manifestations ont parfois été infiltrées par des « casseurs » : ainsi, le 29 novembre 1995, une voiture a été incendiée, une librairie et une sandwicherie ont été dévastées. Mais le reste du temps, les manifestations sont restées pacifiques : en 2002, des « sans-facs » (étudiants auxquels était refusée l’inscription administrative) ont obtenu l’inscription de 200 des leurs après 3 heures d’occupation de la tour Zamansky (administration de Paris 6 à l’époque) et 8 jours d’occupation de la présidence de Paris 7 ; en octobre 2005, cela a provoqué l’intervention de la police, qui a évacué des bureaux de la scolarité de Paris 7 la trentaine d’étudiants qui exigeaient leur inscription ; en février 2006, l’accès au campus fut partiellement bloqué et occupé durant trois nuits par des étudiants opposés au CPE (contrat première embauche).
Le campus a aussi servi de lieu de rassemblement à de nombreux collectifs, certains très politisés, notamment :
- Le groupe maoïste Vaincre et Vivre (1974-1976)
- L'Assemblée parisienne des groupes autonomes (APGA, 1977-1978)
- La Coordination nationale étudiante (1995) et 4 mars 2006
- La Coordination nationale lycéenne (1995 et 2004)
- L'Assemblée générale du Mouvement des chômeurs (1998)
- La plupart des collectifs nationaux de l'UNEF.